# Lycopodium clavatum
Il licopodio officinale (Lycopodium clavatum L., 1753) è una pianta erbacea della famiglia delle Lycopodiaceae.

## Descrizione
Pianta erbacea perenne a foglie sparse, filamentosa, a caule strisciante che può superare il metro di diametro. Dal caule s'innalzano rametti lunghi un centimetro, terminati da due spighe appaiate cilindriche, che portano nell'interno uno sporangio. Questo contiene spore di colore giallo pallido, morfologicamente identiche (isospore) di circa 30 µm di diametro.

## Distribuzione e habitat
La pianta si trova nelle zone montane dell'Asia e dell'Europa, nei boschi asciutti.

## Usi
Si utilizzano le spore, che si presentano come una polvere di colore giallo-marrone, inodore e insapore, chiamata polvere di licopodio. In farmacia veniva adoperata per tisane, con virtù diuretica e lassativa o per uso esterno come detergente curativo delle affezioni cutanee. Viene ancora usata in omeopatia. Non sono ben conosciuti i suoi principi attivi e la presenza di alcaloidi la rende leggermente tossica. Per le sue proprietà idrofobe e infiammabili viene usata per la realizzazione di fuochi o finte esplosioni. Storicamente, veniva utilizzata come polvere per i flash delle macchine fotografiche.